# Sjtjors
Sjtjors (russisk: Щорс) er en sovjetisk biografisk film fra 1939 instrueret af Aleksandr Dovsjenko og Julija Solntseva.
Filmen blev bestilt af Josef Stalin og omhandler den sovjetisk-ukrainske krigshelt Nikolaj Sjtjors, hvis indsats under den russiske borgerkrig og i kampen mod polakkerne, hyldes med filmen. Filmen var en del af Stalins program fra slutningen af 1930'erne for at opbygge en fortælling om russiske og sovjetiske helteskikkelser, ligesom filmens anti-polske budskaber faldt sammen med Sovjetunionens invasion af Polen i 1939.

## Handling
Opmuntret af den revolutionære iver, modet og energien hos deres leder Nikolaj Aleksandrovittj Sjtjors, samles bønderne og arbejdergrupperne i 1919 i det borgerkrigsramte Ukraine, for at besejre de udenlandske erobrere og fjender af revolutionen. Sjtjors og hans tropper rykker frem til Kijev, sædet for de borgerlige nationalister under deres leder Symon Petljura, og overtager byen. Andre landsbyer og byer falder. En bitter kamp med store tab udkømpes om Berdytjiv. Men Sjtjors' revolutionære kræfter sikrer sejren.
Det varer dog ikke længe, før en ny fare truer: denne gang kommer polske tropper ind i Ukraine, og general Dragomirov marcherer til Kijev. Sjtjors samler imidlertid landets revolutionære kræfter og bringer dem til et sejrrigt modangreb.

## Medvirkende
- Jevgenij Samojlov som Nikolaj Sjtjors
- Ivan Skuratov som Bosjenko
- Luka Ljasjenko som Severin Tjernjak
- Ju. Titov som Burdenko
- P. Krasilitj som Gavritjenko